# Ditlev Blunck
Ditlev (eller Detlef) Conrad Blunck, född 22 juni 1798 i Münsterdorf i Schleswig-Holstein, död 7 januari 1854 i Hamburg, var en dansk-tysk målare.

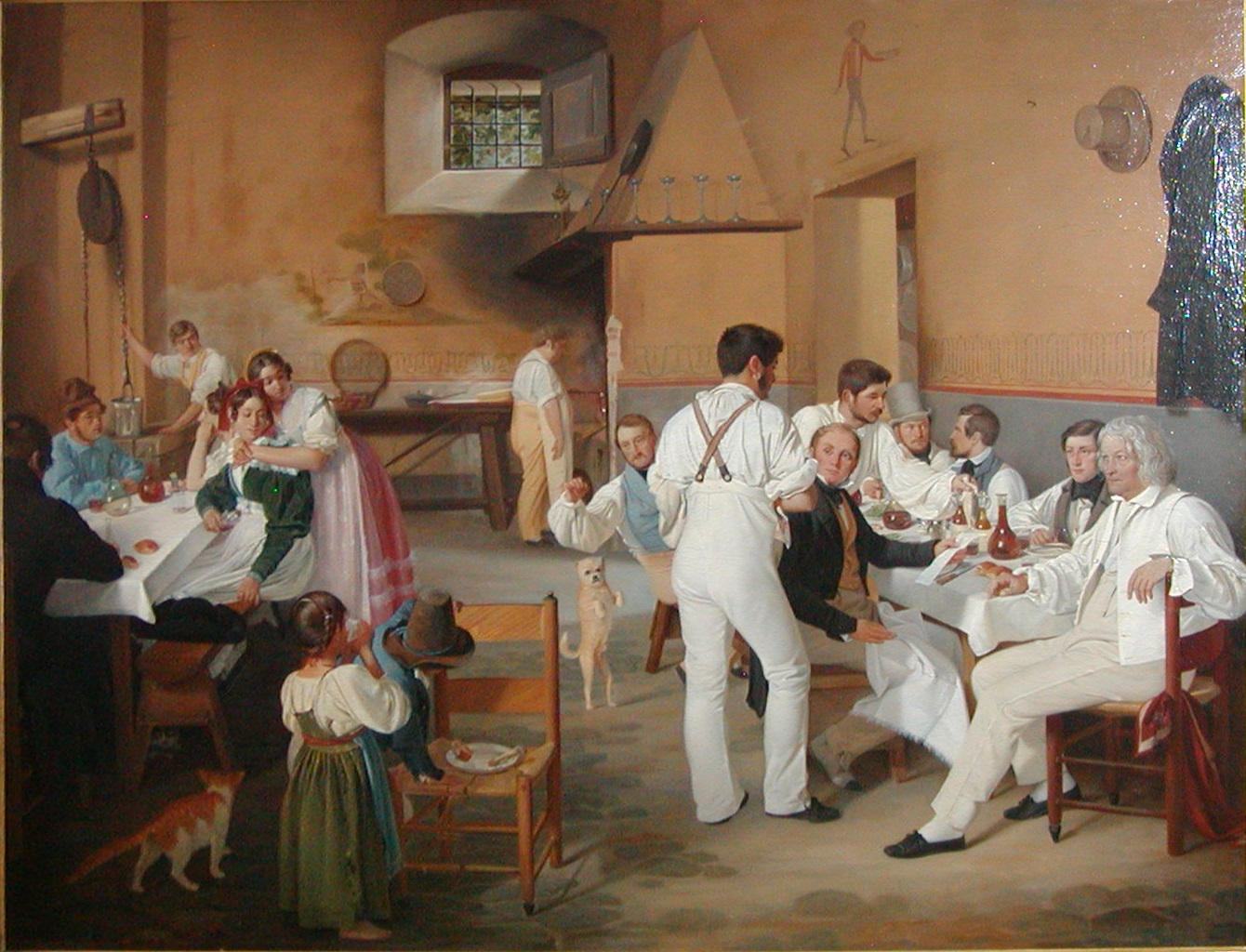
Danska konstnärer på osterian La Gensola i Rom målad av Ditlev Conrad Blunck 1837.

Blunck ägnade sig åt historiemåleri, konstnärsporträtt och genremåleri. Han studerade vid Det Kongelige Danske Kunstakademi där han i stor utsträckning anslöt sig till Johan Ludvig Lunds idealistiska konstuppfattning. Efter att ha vunnit stora guldmedaljen 1827 reste han via München och Dresden till Italien.  I Rom, där han hörde till Bertel Thorvaldsens krets, utförde han 1837 den tidshistoriskt intressanta bilden Danska konstnärer på osterian La Gensola i Rom.
Blunck återvände 1838 till Köpenhamn. Han tvingades dock i landsflykt på grund av anklagelse om sexualbrott. 1848 deltog han i det Slesvig-holsteinska kriget mot Danmark och klippte därmed helt banden till danskt konstliv.
Han är representerad på Nationalmuseum i Stockholm genom två verk; ett förmodat självporträtt från ca 1830 och Allegori över söndagen från 1841.